# Новотимофіївка
Новотимофі́ївка — село в Україні, у Горохівській сільській громаді Баштанського району Миколаївської області. Населення становить 581 особу.

## Населення

### Мова
Розподіл населення за рідною мовою за даними перепису 2001 року:
| Мова            | Кількість | Відсоток |
| --------------- | --------- | -------- |
| українська      | 541       | 93.12%   |
| російська       | 23        | 3.95%    |
| румунська       | 13        | 2.24%    |
| вірменська      | 3         | 0.52%    |
| інші/не вказали | 1         | 0.17%    |
| Усього          | 581       | 100%     |